# Kasteel Brijdorpe
Het Kasteel Brijdorpe stond in de Nederlandse buurtschap Brijdorpe, provincie Zeeland. De vliedberg waarop het kasteel zal hebben gestaan, is eind 19e eeuw afgegraven. 

## Geschiedenis
Over het kasteel van Brijdorpe is weinig bekend. De aanwezigheid van een kasteel nabij het dorp is echter aannemelijk, gezien de aanvankelijk belangrijke positie die het dorp innam.

### Ontwikkeling van Brijdorpe
Het dorp Brijdorpe was in de middeleeuwen de hoofdplaats van het gelijknamige zesdedeel. Eind 13e eeuw deed de Hollandse graaf Floris V pogingen om van Brijdorpe een handelsplaats te maken en de plaats stadsrechten te verlenen. In 1285 werd het gebied bedijkt door Pieter Nobel en zijn broer, waarna zij het dorp met de haven en de erven aan graaf Floris schonken. Later dat jaar verkreeg Floris van Jan van Renesse nog eens diverse gronden te Brijdorpe, waaronder een haven. Deze haven zou in 1288 zelfs tolvrijstelling ontvangen van hertog Jan van Brabant. Het is echter de vraag of deze Brijdorpse haven ook echt bij het dorp zelf heeft gelegen, of dat er eigenlijk al het destijds nieuwe Brouwershaven mee werd bedoeld. Door de ongunstige ligging van Brijdorpe zou het dorp zich al snel niet verder ontwikkelen, ten voordele van het even verderop gelegen Brouwershaven.
De ontwikkeling van het kasteel ging gelijk op met de ontwikkeling van het dorp. Mogelijk is het kasteel al in de 12e eeuw als mottekasteel gesticht. Ghise Nobelssone zou in 1297 nog woonachtig zijn geweest op dit kasteel. Hij was waarschijnlijk de zoon van Pieter Nobel, die in 1286 met Floris V afspraken had gemaakt over de sluis en de haven. Na de 13e eeuw is niets meer van het kasteel vernomen.

### Kroniek van Melis Stoke
De oudste vermelding van een kasteel bij Brijdorpe is afkomstig uit de kroniek die Melis Stoke in 1305 schreef. Hij had het over een ‘huse’ in Brijdorp waar Jan van Avesnes en de jonge graaf Jan I van Holland zich met elkaar zouden verzoenen. Jan van Avesnes kwam echter niet opdagen. Ook beschreef Stoke de strijd tussen Vlaanderen en Holland na de dood van graaf Jan: de Vlamingen hadden in 1304 een vuur ontstoken op de toren van kasteel Brijdorpe om zo hun vloot de weg te wijzen naar het belegerde Zierikzee. Willem van Oostervant, zoon van Jan van Avesnes, viel het kasteel aan en wist met de Vlaamsgezinde eigenaar Ghise Nobelssone vrede te sluiten. Het vuur op de toren werd gedoofd, maar de Vlaamse vloot was al in aantocht.
Het is echter niet duidelijk of het door Melis Stoke genoemde kasteel ook echt de motte bij Brijdorpe betreft. Een alternatieve optie is het kasteel Herkestein: de ligging van Herkestein bij de haven en de sluis van Brouwershaven sluit namelijk beter aan bij de beschrijvingen in de kroniek van Stoke, maar er is onvoldoende duidelijkheid om hier uitsluitsel over te kunnen geven. Van kasteel Herkestein zijn in ieder geval restanten teruggevonden die wijzen op een bouw eind 13e/begin 14e eeuw: dat zou het tot een eventuele opvolger kunnen maken van het oudere mottekasteel bij Brijdorpe.

## Beschrijving
De vliedberg van Brijdorpe lag ten noordoosten van het dorp. Deze heuvel lag niet ver van de kerk van Brijdorpe en lag tevens binnen het zogenaamde burgbevang van Brijdorpe, hetgeen wijst op de aanwezigheid van een versterking op deze locatie. Eind 19e eeuw is deze heuvel afgegraven en de vondsten die hierbij werden gedaan – zoals koperen muntjes, houten palen en vuurkeien – wijzen op voormalige bebouwing van de vliedberg. Het zou dan waarschijnlijk gaan om een mottekasteel; een stichting in de 12e eeuw is aannemelijk. 
Onderzoek ter plekke in 1980 bracht niets meer aan het licht. Begin 20e eeuw werd nog wel puin gevonden, terwijl een booronderzoek mogelijk een gracht heeft aangetoond.
Aldegonde · Kasteel van Axel · Baarland · Baarsdorp · Barbestein · Biervliet · Bieweg · Blodenburg · Huis der Boede · Brijdorpe · Bruëlis · 't Burchtje · Burggravensteen · Buttinge · Coxijde · Crayenstein · Duinbeek · Duivelsberg · Ellewoutsdijk · Filippenburg · Geersdijk · Gistellis · Gravenhof · Slot Haamstede · Kasteel Hellenburg · Herkestein · Heuvelsweg · Hoge Huis · Ter Hooge · Hoogkamer · Kats · Kind van Trente · Kleverskerke · Kortgene · Kreke · Kruiningen · Laterdale · Lodijke · Maalstede (Hulst) · Maalstede (Kapelle) · Magdalon · Hof Ter Moere · Moermond · Te Mortiere · Muiden · Hof ter Nisse (Nisse) · Hof ter Nisse (Ossenisse) · Oostende · Oostende (Goes) · Oosterstein · Poelvoorde · Poortvliet · Popkensburg · De Pottere · Poucques · Pronkenburg · Ravenstein · Saeftingher Slot · Kasteel van Sint-Maartensdijk · Schengen · Sluis · Smallegange · Stavenisse · Tolhuis van Iersekeroord · Huus ter Tolne · Torenberg · Torenhoeve · Toren van Bourgondië · Troye · Valkenisse · Vinninghen · Vlissingen · Voorhoute · Waarde · Watervliet · Weldamme · Welland · Huis te Werf · Te Werve · Westenschouwen · Westhove · Westkerke · Windenburg · Zandenburg · Zwanenburg